# Бетел Хајтс (Арканзас)
Бетел Хајтс (енгл. Bethel Heights) град је у америчкој савезној држави Арканзас.

## Демографија
По попису из 2010. године број становника је 2.372, што је 1.658 (232,2%) становника више него 2000. године.
| Група             | 2000.       | 2010.         |
| Белци             | 651 (91,2%) | 1.179 (49,7%) |
| Афроамериканци    | 0 (0,0%)    | 46 (1,9%)     |
| Азијати           | 18 (2,5%)   | 72 (3,0%)     |
| Хиспаноамериканци | 24 (3,4%)   | 823 (34,7%)   |
| Укупно            | 714         | 2.372         |